# سيرجيو فيريرا
سيرجيو فيريرا (بالبرتغالية: Sérgio Ferreira‏) هو كاتب برتغالي، ولد في 1946 في منديلو في الرأس الأخضر، وتوفي في 13 يوليو 2006.